# ルノホート2号
ルノホート2号(ロシア語: Луноход-2)はソビエト連邦のルノホート計画で月面に送り込まれた月面探査車。
ルナ21号は1973年1月に月面に着陸し、2機目の月面探査車となるルノホート2号を展開した。主な目標は月面の画像の収集、光のレベルの調査、地球からのレーザー測定実験、太陽からのX線の観測、月面の磁場の測定、月面物質の土質力学を研究などであった。

## 探査車とサブシステム

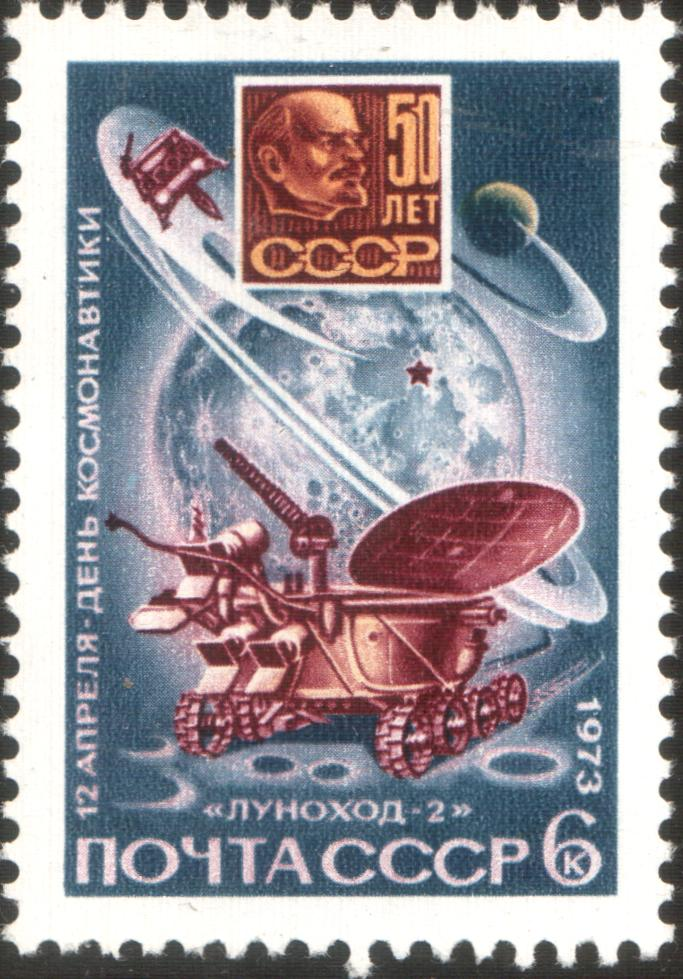
ルノホート2号を描いたソ連の切手

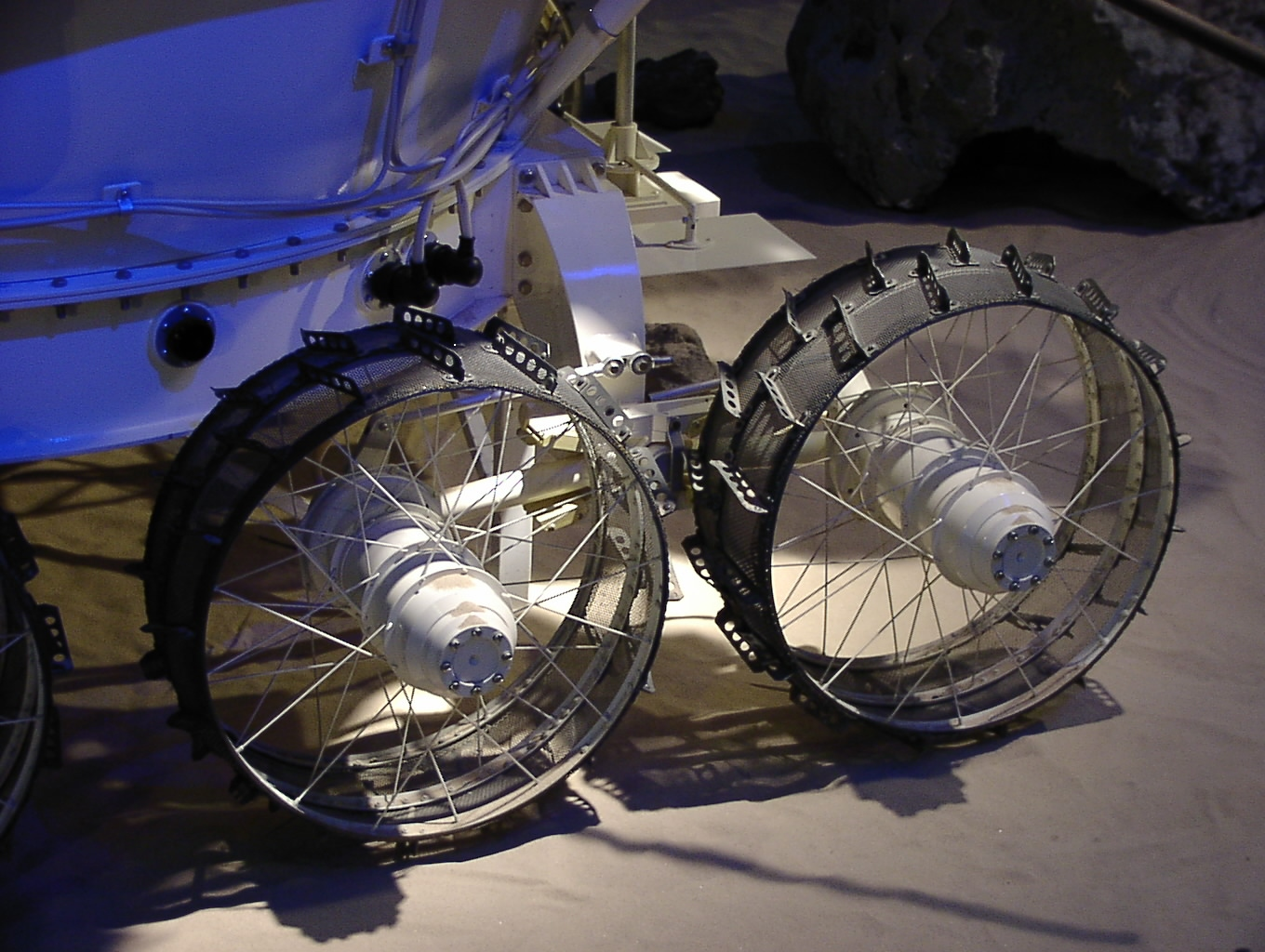
ルノホートの車輪

ルノホート2号は高さ135cm、長さ170cm、幅160cm、重量840kg程の大きさであった。それぞれが独立懸架、モーター、ブレーキ構造を持った8個の車輪を持っており、約1km/hと約2km/hの2速が存在した。3台のビデオカメラを積んでおり、一台は探査車の誘導のために高い位置に乗せられており、高い画質の映像を3.2、5.7、10.9、21.1秒/フレームのフレームレートで送れた。これらの画像は5人の地上コントロールチームに利用され、リアルタイムで運転コマンドを探査車に送っている。また4台のパノラマカメラも持っていた。
電力は蝶番式の円形の蓋の内側の太陽光パネルによって供給されており、これは内部ベイの蓋にもなっていた。充電時には蓋は開けられた。そのほかポロニウム210の放射性同位体加熱ユニットを持っており、これは月の長い夜の間の保温に使われた。科学機器には土質力学試験機、太陽X線実験器、将来の月からの天体観測の可能性を調査するための可視光と紫外線を測定するための天体写真器具、車体前部の2.5mの張り出し棒に取り付けられた磁気センサ、放射計、レーザー検出実験のための光検出器、フランス製のレーザーコーナーキューブなどが乗せられていた。通信用としてヘリカルアンテナ、コニカルアンテナなどがついており、これが地球との交信に利用されていた。
ランダーにはレーニンのレリーフとソ連の国章が乗せられていた。ランダーとローバーの合計重量は1814kgであった。

## ミッション概要
プロトンSL-12/D-1-eでルナ21号は宇宙待機軌道に打ち上げられた。その後遷移軌道に移動した。1973年1月12日、ルナ12号は90 - 100kmの月周回軌道に乗った。1月13日と1月14日にかけて、近月点16kmまで降下した。

### 着陸と月面での運用
1月15日、40回の軌道周回の後、16kmの高度で逆噴射が行われ、ルナ21号ランダー(着陸船)は自由落下状態になった。高度750mでルナ21号ランダーのメインスラスタが着火され、落下は22mの高さまで減速させられた。この地点でメインスラスタが停止し、第2スラスタに着火され、落下は1.5mの高さまで減速させられた、この地点でエンジンのスイッチが切られた。着陸は23:35に行われ、ル・モニエクレーターの北緯25.85度、東経30.45度の位置にルナ21号ランダーは着陸した。
着陸後ランダーは展開してルノホート2号を露出。ルノホート2号はランダーの上から周辺のTV映像を撮影し、その後展開されたスロープを使ってランダーから移動し1月16日01:14に月面に降りた。ルナ21号ランダーの写真と着陸地点の写真を撮影し30m走行した。太陽電池パネルでバッテリーの充電期間の後、着陸点とランダーの写真をさらに撮影し月面の探索に出発した。
ルノホート2号は月の昼間に走行し、たまに太陽光パネルによるバッテリーの再充電のために停止した。夜には休止状態になり、次の昼を待った。夜の間の保温は放射性物質の崩壊熱を利用していた。1973年1月18日から1月24日にかけて1,260m、2月8日から2月23日までに9,086m、3月11日から3月23日までに16,533m、4月9日から4月22日までに8,600m、5月8日から6月3日に880mを移動した。

### ミッション終了
1973年6月4日、ルノホート2号の計画終了が公表された。これは車両が5月中旬に故障した、あるいは5月から6月にかけての月の夜で回復できなくなった結果であると推測される。
近年では科学者のAlexander Basilevskyが1973年の5月9日に探査車の開いた蓋の部分がクレーターの壁に接触し、土砂をかぶったためではないかと推測している。月の夜の間、蓋は閉じられることになっていたが、このとき土砂が絶縁ラジエーターの上に落ち、砂が放熱を妨げたためとされる。月の昼が来た時、実際にルノホートの内部温度は冷却不能であるかのように上昇しており、これによって探査車が故障し操作不可能になったと考えられる。
ルノホート2号は4か月にわたって運用され、高地や裂溝を含む37kmの地域を走破し、86枚のパノラマ画像、80,000を超えるテレビ映像を地上に送った。また、レーザーレンジング測定など多くの機械のテストや実験が期間中に完了した。37kmの走行距離は、2013年6月末にオポチュニティによって更新されるまでは、地球以外の天体に投入された探査車両の中でもっとも長いものであった。2013年7月に、ルノホート2の位置をNASAのLunar Reconnaissance Orbiter (LRO)のカメラで確認した結果、従来の37kmという走行距離よりも4.8km長い、約42km走行をしていたことがわかったと発表された。

## 現在の状況

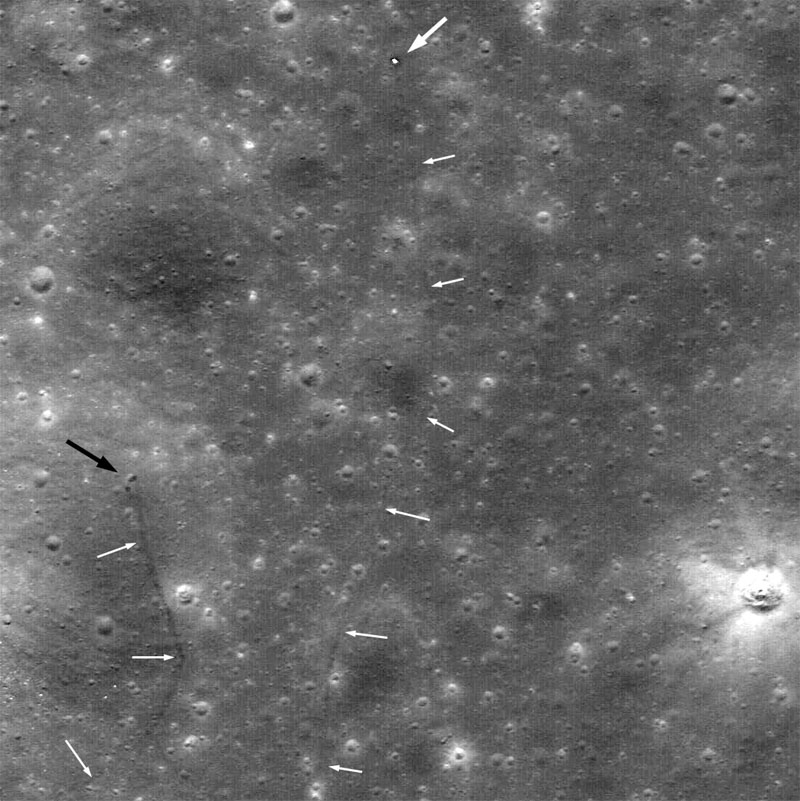
ルナー・リコネッサンス・オービタの画像。ルノホート2号とその軌跡が見える。大きな白矢印ローバーの停止している場所を、小さな白矢印がローバーの軌跡を、黒矢印が土砂をかぶることになった位置と考えられている。

ルノホート2号は月レーダー測定実験で検出され続け、その位置が50cm単位の精度で判明していた。2010年の3月17日、ウェスタンオンタリオ大学の教授のPhil Stookeはルナー・リコネッサンス・オービターのデータで作成された画像から、ルノホート2号の最終停止位置を特定して公表した。

### 所有権
ルノホート2号とルナ21号着陸機の所有権は1993年の12月にニューヨークのサザビーズで競売にかけられ、ラボーチキンから68,500ドルで売却された。カタログではルナ17号/ルノホート1号と間違って記載している。
購入したのはコンピュータゲーム企業家のリチャード・ギャリオットであり、彼は2001年にComputer Games Magazine誌でのインタビューで
と述べている。近年はさらにルノホート2号の所有者であることを強く主張している。